# Víctor José Fernández Palmeiro
Víctor José Fernández Palmeiro (España, 1946 - Buenos Aires, Argentina, 30 de abril de 1973), más conocido como El Gallego Palmeiro, fue un guerrillero argentino de origen español.

## Primeros años
Fernández Palmeiro nació en España en 1946 (de allí su apodo, pues en Argentina, como en otros países hispanoamericanos, se generaliza a los españoles como «gallegos»), en el seno de una familia republicana. Emigró a la Argentina, donde encontró trabajo como obrero metalúrgico y de la carne.
Empezó su militancia a los 15 años, cuando ingresó a la Federación Juvenil Comunista del Partido Comunista (PC). Sus actividades le costaron una docena de detenciones, algunas por agresiones a la policía.
En el PC estuvo hasta 1967, cuando participó de la constitución del Partido Comunista Revolucionario. Durante este tiempo, trabajó en la construcción como yesero. Posteriormente se alejó de este partido y realizó algunas acciones por cuenta propia: una de ellas le dejó como saldo una pistola y el apodo Dedo, porque fue poniéndoselo en la espalda como desarmó a un policía.

## Lucha armada
Finalmente estableció contacto y se unió al Ejército Revolucionario del Pueblo (ERP), organización en la que llegó a ser miembro de la Dirección Militar. Dirigió varios ataques, entre ellos la toma del cuartel de Gonnet.
En septiembre de 1971 fue detenido por el intento de secuestro del Tte. Gral. Julio Alsogaray y enviado al Penal de Villa Devoto. Se fugó en febrero de 1972 haciéndose pasar por su hermano, quien lo había visitado simulando ser su abogado.
Mientras estaba prófugo, Fernández Palmeiro participó en la preparación de la fuga del penal de Rawson como integrante del comando organizativo del exterior del penal. También fue uno de los encargados de tomar el avión en el que escaparon los seis miembros de distintas organizaciones que evadirse. Luego ocurrió la masacre de Trelew, hecho que lo obsesionó. En dicho avión se fue a Chile, luego pasó por Cuba y regresó a Argentina vía Checoslovaquia y España en enero de 1973.
Cuando el ERP se dividió a causa del apoyo de algunos de sus miembros a la fórmula del FreJuLi (Cámpora-Solano Lima) para las elecciones de aquel año, Fernández Palmeiro se integró en la fracción 22 de Agosto, que apoyaba dicha fórmula, como Jefe Militar.
En el ERP-22 dirigió tres de las acciones más famosas del grupo:
- El 8 de marzo de 1973 tuvo lugar la «Operación Poniatowski»: secuestro de Héctor Ricardo García, director del diario Crónica, para publicar en primera plana una solicitada llamando a votar al FreJuLi.[5]
- El 21 de abril, el pueblo de Ingeniero Maschwitz fue tomado por los combatientes al mando de Fernández Palmeiro con el objetivo de ridiculizar las operaciones de rastrillaje y control que el Ejército Argentino llevaba a cabo en las cercanías de la Capital Federal.[6]
- El 30 de abril, El Gallego ejecutó la «Operación Mercurio»: asesinato del Contralmte. Hermes Quijada. Este marino, vocero de la Armada, había denunciado falsamente por televisión un ataque de los prisioneros a la guardia como factor desencadenante de los fusilamientos de Trelew de 1972.[7]

En esa última acción, El Gallego fue herido de muerte. Enterado por radio de que había cumplido su objetivo, sus últimas palabras fueron: «¡Los vengué!».

## Legado
Al mes de su muerte se le rindió un homenaje frente a su tumba en el cementerio de la Chacarita, acto que contó con la presencia de Eduardo Luis Duhalde y Vicente Zito Lema. El 5 de junio de 1973 estalló una bomba en su sepultura que provocó destrozos y la placa que sus compañeros le habían hecho fue robada. En 1974, se realizó otro homenaje en la Chacarita. En julio de 2002, se encontró la placa durante las excavaciones en el antiguo centro clandestino de detención «Club Atlético».
El músico argentino Andrés Calamaro menciona la última acción del El Gallego en su canción «22 de Agosto»:
¡Brindemos por los muertos de Trelew!

Un patético almirante apareció en la televisión

explicando que los malos se habían escapado

y por supuesto nadie le creyó.

Y algún tiempo después, el marino Hermes Quijada

se enteró que la muerte viaja en moto:

El Gallego Fernández Palmeiro, combatiente del ERP

22 de agosto, era el piloto que lo llenó de plomo,

lo llenó de plomo y se las tomó.